# Parlamentswahl in Spanien 1986
- HB: 5
- EE: 2
- IU: 7
- PSOE: 184
- CG: 1
- CDS: 19
- AIC: 1
- EAJ/PNV: 6
- CiU: 18
- PAR: 1
- CP: 105
- UV: 1

Die Parlamentswahl in Spanien 1986 fand am 22. Juni statt, um die beiden Kammern des Parlaments (Cortes Generales) zu erneuern. Gewählt wurden die 350 Abgeordneten des Abgeordnetenhauses (Congreso de los Diputados) und 208 der 254 Mitglieder des Senats (Senado). Der Congreso ist die politisch wesentlich wichtigere der beiden Kammern. Mit den Wahlen begann die 3. Legislaturperiode nach dem Ende der Franco-Diktatur.

## Congreso (Abgeordnetenhaus)
Gegen den amtierenden Ministerpräsidenten Felipe González von der sozialdemokratischen PSOE schickte die konservative Coalición Popular Manuel Fraga als Spitzenkandidat ins Rennen.
Die regierende PSOE verlor zwar 4 Prozentpunkte, wurde aber erneut stärkste Partei, erhielt 44 % der Stimmen und erreichte mit 184 Mandaten eine komfortable absolute Mehrheit im Abgeordnetenhaus.

### Ergebnisse
- Wahlberechtigte: 29.117.613
- Wahlbeteiligung: 70,49 % (−9,48 % gegenüber 1982)

| ← Parlamentswahl in Spanien, 22. Juni 1986 →  |           |           |           |       |         |        |
| Partei                                        | Stimmen   | % Stimmen | Diff.     | Sitze | % Sitze | Diff.  |
| Partido Socialista Obrero Español (PSOE)      | 8.901.718 | 44,06     | −4,05     | 184   | 52,57   | −18    |
| Coalición Popular (CP) (1)                    | 5.247.677 | 25,97     | −0,39 (1) | 105   | 30,00   | −2 (1) |
| Centro Democrático y Social (CDS)             | 1.861.912 | 9,22      | +6,35     | 19    | 5,43    | +17    |
| Convergència i Unió (CiU)                     | 1.014.258 | 5,02      | +1,35     | 18    | 5,14    | +6     |
| Izquierda Unida (IU)                          | 935.504   | 4,63      | +0,61 (2) | 7     | 2,00    | +3 (2) |
| Partido Nacionalista Vasco (EAJ-PNV)          | 309.610   | 1,53      | −0,35     | 6     | 1,71    | −2     |
| Herri Batasuna (HB)                           | 231.722   | 1,15      | +0,15     | 5     | 1,43    | +3     |
| Euskadiko Ezkerra (EE)                        | 107.053   | 0,53      | +0,05     | 2     | 0,57    | +1     |
| Coalición Galega (CG)                         | 79.972    | 0,40      | neu       | 1     | 0,29    | +1     |
| Partido Aragonés (PAR)                        | 73.004    | 0,36      | neu       | 1     | 0,29    | +1     |
| Agrupaciones Independientes de Canarias (AIC) | 65.664    | 0,33      | neu       | 1     | 0,29    | +1     |
| Unió Valenciana (UV)                          | 64.403    | 0,32      | neu       | 1     | 0,29    | +1     |
| Unión de Centro Democrático (UCD)             | n/a (3)   | n/a (3)   | −6,77     | 0     | 0,00    | −11    |
| Esquerra Repúblicana de Catalunya (ERC)       | 84.628    | 0,42      | −0,24     | 0     | 0,00    | −1     |

## Senado (Senat)
Der Senat setzt sich aus direkt vom Volk gewählten Mitgliedern und weiteren Senatoren, die von den Parlamenten der einzelnen Regionen (span.: Comunidades Autónomas) bestimmt werden, zusammen. Die Direktwahl findet gleichzeitig mit den Wahlen der Abgeordneten des Congreso statt. Die Zahl der indirekt gewählten Senatoren richtet sich nach der Bevölkerungszahl der jeweiligen Region (einer plus ein weiterer je 1 Mio. Einwohner).
In der 3. Legislatur bestand der Senat aus 254 Mitgliedern: 208 direkt gewählten und 46 von den Regionalparlamenten entsandten.
Die Direktwahl erfolgt in Wahlkreisen, die mit den Provinzen übereinstimmen (bis auf die Balearen und Kanaren, wo Wahlkreis die einzelnen Inseln sind). In den Provinz-Wahlkreisen werden jeweils – unabhängig von der Bevölkerungszahl – vier Senatoren gewählt, wobei jeder Wähler drei Personenstimmen vergeben und jede Partei drei Kandidaten benennen kann. Der Anhänger einer Partei wird in der Regel seine Stimmen den drei Kandidaten „seiner“ Partei geben. Dies führt normalerweise dazu, dass die drei Kandidaten der stärksten Partei in der Provinz mehr Stimmen erhalten als der bestplatzierte Kandidat der zweitstärksten Partei. In der ganz überwiegenden Zahl der Fälle wird daher die stärkste Partei drei Senatoren und die zweitstärkste Partei einen für die Provinz stellen.
Die Zusammensetzung der von den Regionalparlamenten entsandten Senatoren kann sich während der Legislatur ändern (wenn während der Legislaturperiode neue Regionalparlamente gewählt werden), deshalb wird im Folgenden nur die Zusammensetzung des Senats zu Beginn der Legislatur im Juli 1986 wiedergegeben:
| ← Zusammensetzung Senat, Juli 1986 →          |                  |                      |                    |
| Partei                                        | Senatoren gesamt | Senatoren Direktwahl | Senatoren indirekt |
| Partido Socialista Obrero Español (PSOE)      | 148              | 124                  | 24                 |
| Coalición Popular (CP)                        | 77               | 63                   | 14                 |
| Convergència i Unió (CiU)                     | 11               | 8                    | 3                  |
| Partido Nacionalista Vasco (EAJ-PNV)          | 9                | 7                    | 2                  |
| Centro Democrático y Social (CDS)             | 3                | 3                    |                    |
| Herri Batasuna (HB)                           | 1                | 1                    |                    |
| Agrupaciones Independientes de Canarias (AIC) | 1                | 1                    |                    |
| Asamblea Majorera (AM)                        | 1                | 1                    |                    |
| Izquierda Unida (IU)                          | 1                |                      | 1                  |
| Unió Mallorquina (UM)                         | 1                |                      | 1                  |
| Parteilos                                     | 1                |                      | 1                  |

## Regierungsbildung
Für die Regierungsbildung ist nach der spanischen Verfassung nur der Congreso relevant: Er wählt den Ministerpräsidenten (Art. 99), nur ihm ist die Regierung verantwortlich (Art. 108).
Felipe González wurde am 23. Juli 1986 zum Ministerpräsidenten gewählt.
| Kandidat        | Datum                                                |            |     |    |    |    |   | EAJ |   |   |   |   |   | CG | Ergebnis |
| --------------- | ---------------------------------------------------- | ---------- | --- | -- | -- | -- | - | --- | - | - | - | - | - | -- | -------- |
| Felipe González | 23. Juli 1986 notwendig: absolute Mehrheit (176/350) | Ja         | 184 |    |    |    |   |     |   |   |   |   |   |    | 184/350  |
| Felipe González | 23. Juli 1986 notwendig: absolute Mehrheit (176/350) | Nein       |     | 95 | 18 | 18 | 7 |     |   | 2 | 1 | 1 | 1 | 1  | 144/350  |
| Felipe González | 23. Juli 1986 notwendig: absolute Mehrheit (176/350) | Enthaltung |     |    |    |    |   | 6   |   |   |   |   |   |    | 6/350    |
| Felipe González | 23. Juli 1986 notwendig: absolute Mehrheit (176/350) | Abwesend   |     | 10 | 1  |    |   |     | 5 |   |   |   |   |    | 16/350   |